# Ram Ranch
 (février 2024).
Ram Ranch est une chanson du musicien canadien Grant MacDonald. La chanson présente une toile de fond musicale heavy metal avec des paroles homoérotiques explicites sur une orgie de cowboys gays se déroulant au ranch Ram.
Sortie en 2012, la chanson devient un mème Internet, inspirant des remix, des parodies, des vidéo-clips réalisés par des fans et des vidéos de réaction. En 2022, la chanson attire l'attention du grand public pour son utilisation par des contre-manifestants lors du Convoi de la liberté. Depuis 2018, MacDonald a produit plus de sept cents suites de Ram Ranch, développant l'histoire en ajoutant de nouveaux personnages et lieux.

## Chanteur
Grant MacDonald vit à Toronto, au Canada, où il enregistre sa musique. Avant d'écrire cette chanson, il travaille dans plusieurs domaines d'activité, comme la banque d'investissement. Il occupe également des rôles d'acteur et de chanteur. MacDonald est également le producteur et le réalisateur de films érotiques gays.
Son père fait partie des soldats canadiens qui ont débarqué sur les plages de Normandie lors du Débarquement, le 6 juin 1944.

## Production
La chanson est écrite et composée en 2012. Elle dure près de sept minutes. La chanson, de style heavy metal, est réalisée avec une guitare électrique et une batterie. Sur ce fond instrumental, MacDonald crie des paroles explicites faisant référence à une orgie entre cow-boys homosexuels.
Dans une interview avec Rolling Stone, MacDonald déclare qu'il a initialement créé Ram Ranch en réaction au refus des stations de radio de Nashville de produire des chansons sur le thème LGBTQ,. Il cite également Le Penseur d'Auguste Rodin comme inspiration.

## Gain en popularité
Quelque temps après sa sortie, la chanson devient un mème Internet. En 2016, alors que Ram Ranch connaît un succès, un utilisateur de Discord suggère à MacDonald de produire une suite à la chanson. Il en écrit finalement 541 versions.

## Utilisation pendant le Convoi de la liberté
La chanson prend de l'importance en 2022 lors du Convoi de la liberté. La chanson est utilisée par les contre-manifestants pour troller les manifestants et les organisateurs des manifestations,. Les contre-manifestants se font passer pour des militants du mouvement pour s'infiltrer sur les canaux Zello, une application de messagerie instantanée permettant aussi de communiquer de façon similaire à des talkie-walkie. Une fois installé, certains étant même sélectionnés comme modérateurs, ils diffusent à plein volume la chanson sur les canaux utilisés par les manifestants,.
Le mot d'ordre Ram Ranch Resistance devient un hashtag et se répand parmi les opposants à la manifestation. La chanson compte des centaines de milliers de vues sur les plateformes d'écoute comme Spotify. Un contre-manifestant crée le site ram-ranch.ca, qui renvoie à une plateforme de dons aux personnes touchées par les manifestations et à des associations de défense des droits des minorités.
En réponse à l'utilisation de sa chanson lors des contre-manifestations, MacDonald déclare qu'il est « totalement ravi que [sa] chanson puisse être utilisée pour défendre la science ». Il se présente comme un soutien du personnel soignant et un défenseur de la vaccination et affirme avoir reçu tous ses rappels de vaccination contre le Covid-19. Le 14 février, alors que le Convoi de la liberté se poursuit, MacDonald sort une nouvelle chanson de 20 minutes, Ottawa Truckers, qui fait référence à la fois aux manifestations d'Ottawa et à Ram Ranch. Le morceau est ensuite présenté sur l'album Truckers de MacDonald.
La chanson est réutilisée aux États-Unis par des militants radicaux soutenant Donald Trump.